# Eva Urevc
Eva Urevc (Jesenice, 2 novembre 1995) è una fondista slovena.

## Biografia
Attiva in gare FIS dal marzo del 2009, la Urevc ha esordito in Coppa del Mondo il 16 novembre 2006 a Planica (41ª) e ai Campionati mondiali a Seefeld in Tirol 2019, dove è stata 21ª nella sprint e 9ª nella staffetta. Il 20 dicembre 2020 ha conquistato a Dresda in una sprint a squadre il primo podio in Coppa del Mondo (3ª) e il 7 febbraio 2021 a Ulricehamn nella medesima specialità la prima vittoria; ai successivi Mondiali di Oberstdorf 2021 ha vinto la medaglia di bronzo nella sprint a squadre e si è classificata 28ª nella sprint. L'anno dopo ai XXIV Giochi olimpici invernali di Pechino 2022, suo esordio olimpico, si è piazzata 46ª nella sprint e 14ª nella sprint a squadre; ai Mondiali di Planica 2023 è stata 20ª nella 10 km, 27ª nella sprint, 23ª nello skiathlon, 8ª nella sprint a squadre e 11ª nella staffetta e a quelli di Trondheim 2025 si è classificata 52ª nella sprint.

## Palmarès

### Mondiali
- 1 medaglia:
  - 1 bronzo (sprint a squadre a Oberstdorf 2021)

### Coppa del Mondo
- Miglior piazzamento in classifica generale: 29ª nel 2021
- 3 podi (tutti a squadre):
  - 1 vittoria
  - 2 terzi posti

#### Coppa del Mondo - vittorie
| Data            | Località   | Nazione | Specialità                   |
| --------------- | ---------- | ------- | ---------------------------- |
| 7 febbraio 2021 | Ulricehamn | Svezia  | TS TL (con Anamarija Lampič) |

Legenda:

TL = tecnica libera

TS = sprint a squadre